# Liste des gravures et dessins d'Édouard Manet
Édouard Manet a réalisé un très grand nombre d'estampes et de dessins, parfois après avoir peint la toile du même sujet, parfois sur commande d'Alfred Cadart, parfois pour illustrer un texte, comme le poème d'Edgar Allan Poe Le Corbeau (poème).
Cette liste non exhaustive s'appuie sur une sélection issue des quatre ouvrages cités en bibliographie. Manet a réalisé près d'une centaine d'estampes dont beaucoup ont donné lieu, après sa mort à des tirages et des re-tirages. Plusieurs catalogues raisonnés de son œuvre gravé ont été publiés, dont Manet œuvre gravé (département des Estampes de la Bibliothèque Nationale de France, Paris, 1977),.

## Les sujets religieux
- Moine de profil, 1853-1857, sanguine sur papier vergé, 34,2 × 22 cm, bibliothèque nationale de France[2] ;
- Saint-Bernard agenouillé tenant un livre, d'après La Crucifixion de Fra Angelico, Florence, Couvent de San Marco, 1857, crayon noir et mine de plomb 28,8 × 21,2 cm, musée d'Orsay, Paris ;
- Deux religieux agenouillés Saint Jean Galbert et Saint Pierre martyr, d'après La Crucifixion de Fra Angelico, Florence, Couvent de San Marco, 1857, crayon noir et mine de plomb 28,8 × 21,2 cm, musée d'Orsay ;
- Étude pour une figure de Christ (Le Christ jardinier), 1856, sanguine sur papier crème à filigrane, 1856, 34 × 23,8 cm, collection privée ;
- Le Christ mort aux anges (Le Christ aux anges), mine de plomb, aquarelle, gouache, plume et encre de Chine, 1864, 32,4 × 27 cm.

## Du père de Manet au chanteur espagnol
- Manet père, eau-forte datée 1860, Stockholm, Nationalmuseum[3] ;
- Étude pour le portrait de M. et Mme Auguste Manet, 1860, sanguine, 31 × 25 cm, catalogue Rouart-Wildenstein 1969 tome II p. 144, Paris, Musée du Louvre, musée d'Orsay, cabinet des dessins[4] ;
- Le Chanteur espagnol ou le guitarro, eau-forte, 1861-62, 31 × 24,7 cm (premier état, 30,2 × 24,7 cm, bibliothèque nationale de France à Paris, Metropolitan Museum of Art à New York, Art Institute of Chicago. Publication par Cadart de 8 gravures à l'eau-forte en 1862.

## Les enfants
La toile Le Gamin au chien, 1860-61, collection particulière, 92 × 72 cm a été réinterprétée en gravures sous quatre formes différentes dont Théodore Reff suppose que l'inspiration de Manet a été tiré d'une gravure d'après Murillo reproduite dans L'histoire des peintres de Charles Blanc, a donné lieu à quatre œuvres gravées.
- Le Gamin 1962, eau-forte, 20,9 × 14,8 cm, bibliothèque nationale de France, Paris[7] ;
- Le Gamin; 1968-74, lithographie, 28,9 × 22,8 cm, bibliothèque nationale de France, Paris ; New York Public Library, New York ;
- Le Garçon et le Chien, 1862, eau-forte et aquatinte ,20,5 × 14,5 cm, The New York Public Library, New York, bibliothèque nationale de France, Paris[8]. Le garçon est le chien fait partie d'un cahier de 8 gravures à l'eau-forte d'après la toile Le Gamin au chien (1860, collection particulière). L'ensemble a été publié sous ce titre par Cadart en 1862 sous le numéro 8, l'épreuve de la bibliothèque nationale de Paris indique un dépôt légal enregistré le 20 février 1874, celle de New York fait partie de la collection Samuel Putnam Avery[9].

La très importante toile L'Enfant à l'épée, qui représente le jeune Léon Koëlla-Leenhoff (1861, 131,1 × 93,3 cm, Metropolitan Museum of Art) a donné lieu à quatre interprétations en gravures.
- Une première eau-forte, 1861, 27,5 × 21,7 cm, se trouve au Nationalmuseum de Stockholm ;
- Un dessin à la plume et encre brune (1861-62) est conservé dans une collection particulière ;
- Une troisième version d’enfant avec l'épée tourné à gauche est une eau-forte conservée à la New York Public Library ;
- Une quatrième planche intitulée L'Enfant à l'épée tournée vers la gauche III, 1862, eau-forte et aquatinte, est probablement un des tout premiers essais de Manet sur une planche de cuivre, exécuté sous la direction d'Alphonse Legros.

L'exemplaire de New York tiré sur papier vergé, portait en filigrane « Bon à tirer sur papier pareil en 25 exemplaires ». Mais ce tirage n'eut pas de succès et Cadart offrait encore des épreuves de cette planche dans un catalogue de 1872 selon Bailly-Herzberg. La bibliothèque nationale de France possède les troisième et quatrième états de la gravure (26,8 × 17,9 cm), le Metropolitan un troisième état, et la New York public library un quatrième état.
Plus tard, Manet retravaille cette planche à l'eau-forte avec un fort ton d'aquatinte. Mais le résultat le déçoit, malgré l'aide de Félix Bracquemond. Manet n'arrive pas à maîtriser la technique des morsures.
- Musée des beaux-arts et d'archéologie Joseph Déchelette, Roanne : Tête de jeune garçon

## Les nus 1860-1861
Les premiers dessins de nus ne sont reliés à aucune toile bien qu'ils aient été créés après La Nymphe surprise, donc logiquement dans la foulée du nu, mais qui va s'arrêter dès l'année suivante avec la série des femmes costumées. Seule la dernière eau-forte de la série en est librement inspirée.
- Femme nue assise, crayon noir, 1857-1860, 12,5 × 13,3 cm, musée du Louvre, Paris. Il  s'agit d'un détail d'une peinture de  Michel Corneille le Jeune d'après Jules Romain au Palais du Te de Mantoue que Manet aurait initié sur place lors d'un voyage en Italie en 1857[13] ;
- Baigneuse, crayon noir et sanguine, mise au carreau, 43 × 25,5 cm, 1860. Suzanne Leenhof y était trop reconnaissable sur l'une et l'autre, Manet la fait pivoter de profil[14] ;
- La Sortie de bain , pinceaux et plume à l'encre brune, avec sanguines et pierre noire, représentant une femme nue s'épongeant les cheveux, 1860-1864, 26,6 × 20,3 cm, collection particulière, Londres. On reconnaît bien Suzanne Manet dans le moelleux du trait. Contrairement à ce qu'affirme Michel Leiris, le lavis ne date pas de 1862-63[15] ;
- Après le bain 1860-61, sanguine, 28 × 20 cm, Art Institute of Chicago. Tabarant pense que le modèle est encore Suzanne, future épouse de Manet[16], dont on reconnait la corpulence. À l'arrière, une servante s'apprête à la recouvrir d'un linge. C'est seulement aux rayons X que l'on a pu déceler le visage de la servante recouvert de hachures ;
- La Toilette, 1861, eau-forte en deux états : 28,2 × 21,3 cm, bibliothèque nationale de France, Paris, 28,7 × 22,5 cm ; collection particulière, Chicago. Cette planche a été imprimée en 8 gravures[pas clair] en 1862 par Eugène Delâtre, dont on reconnait la technique : un léger ton d'encre laissé sur toute la surface du cuivre[17].

## Costumes, corrida, folklore et fête
Pendant sa période dite « hispanique », Manet s'est lancé dans l'exécution de plusieurs toiles représentant des personnages costumés à la mode espagnole. La toile Jeune femme couchée en costume espagnol (1862, 92 × 113 cm, Yale University Art Gallery, New Haven, États-Unis) a été précédée d'une aquarelle :  
- Étude pour la jeune femme couchée en costume espagnol, 1862, 16,4 × 23,5 cm, Yale University Art Gallery, New Haven. Contrairement à la logique des aquarelles, qui sont exécutées après la toile du même sujet, celle-ci a été exécutée avant[18],[19] ;
- L'autre aquarelle réalisée la même année est aussi une aquarelle préparatoire à la toile La Maîtresse de Baudelaire couchée, Musée des beaux-arts de Budapest, 92 × 113 cm : Étude pour la maîtresse de Baudelaire couchée, 1862, 16,7 × 23,8 cm, Kunsthalle de Brême[20],[21]. Le personnage est costumé élégamment. Manet a donné une grande importance à la robe étalée sur le divan, robe qui, à la différence de la toile n'est pas bleu clair mais violine clair ;
- Mlle V. en costume d'espada  (1862) a été développé en une aquarelle et une eau-forte ;
- Mlle Victorine en costume d'espada (1862), aquarelle et encre sur mine de plomb, 30,5 × 29 cm, Rhode Island School of Design Museum, Providence (Rhode Island) ;
- L'Espada (1862), eau-forte et aquatinte : 33,5 × 27,5 cm (cuivre), 30,5 × 23,2 cm (premier état), 30,7 × 24 cm (deuxième état). Premier et deuxième état : bibliothèque nationale de France, Paris ; troisième état : New Yok Metropolitan Museum. Auxquelles s'ajoutent un tirage de 8 eaux-fortes par Cadart[22] ;
- Philippe IV d'Espagne (d'après Vélasquez)[note 3], 1862 (états de 1 à 6), 1867 (états 7 et 8), eau-forte, pointe sèche et aquatinte, 35,5 × 23,8 cm, cuivre, 32 × 19,9 cm. Ce tableau attribué à Diego Vélasquez fut acheté par le Louvre en 1862. En dépôt au musée Goya de Castres, il est aujourd'hui attribué à son gendre et assistant Mazo. Manet, avide de tout ce qui touchait à l'Espagne, a eu le projet d'en faire une eau-forte qui serait vendue chez Cadart. La planche de Manet est passée par plusieurs étapes préparatoires à partir d'un dessin, dont les contours sont transférés sur du cuivre. Le sixième état est à la bibliothèque nationale de France à Paris ; les sixième et huitième état sont à la New York Public Library[23] ;
- Les Petits cavaliers 1861-62, eau-forte et pointe sèche, reprise à l'aquarelle du premier état, 24,8 × 39 cm. Elle est encore inspirée de Vélasquez, Manet a d'ailleurs signé : « éd:Manet, d'après Vélasquez ». Le premier état est au musée des beaux-arts de Boston, le troisième à la BnF à Paris, le quatrième à la Public Library de New York[23]. L'épreuve du musée de Boston est à ce point rehaussée à l'aquarelle qu'elle figure dans la section Aquarelles à la vente posthume de 1884[24] ;
- La Musique aux Tuileries a fait l'objet d'une étude préparatoire et d'un croquis d'un coin du jardin des Tuileries ;
- Étude pour la musique aux Tuileries, lavis, 1862, collection particulière ;
- Coin de jardin aux Tuileries, 1862 (date supposée), lavis d'encre de Chine, 18 × 11,2 cm, BnF à Paris[25] ;
- Lola de Valence, huile sur toile, 1862, 123 × 92 cm, musée d'Orsay, est le portrait en pied de Lola Melea, étoile du ballet de Mariano Camprubi (Le Ballet espagnol). La toile a donné lieu à trois dessins ou lithographies ;
- Lola de Valence (dessin), 1862, crayon noir, plume et encre de Chine, rehaussé d'aquarelle et de gouache, 25,6 × 17,3 cm, musée du Louvre, cabinet des dessins[26],[27] ;
- Lola de Valence (eau-forte), 1863, eau-forte et aquatinte, 26,6 × 18,5 cm, Art institute of Chicago (1er état), 23,8 × 16,1 cm, bibliothèque nationale de France à Paris (5e état), 23,5 × 16,1 cm, Metropolitan museum à New York[28],[29]
- Lola de Valence (lithographie), 1863, titre lithographié indiquant l'auteur Poésie et musique de Zacharie Astruc, et le nom de l'imprimeur : Lemercier, 19,5 × 18,5 cm (sujet), 29,5 × 24 cm (lettre), bibliothèque nationale de France à Paris, épreuve dédicacée, et épreuve au dépôt légal[30],[31].

## Série d'estampes non rattachées à une toile
- Le montreur d'ours 1, 1862, mine de plomb et lavis brun 14,5 × 27 cm, Paris, BnF[32] ;
- Le montreur d'ours 2, 1862, eau-forte et aquatinte, 18,8 × 26,9 cm, Paris, BnF[33] ;
- Le Chanteur des rues, 1862, eau-forte, 21 × 28 cm, New York Public Library[34] ;
- Les Satimbanques, 1862 (?), lavis brun sur mine de plomb, 25,8 × 29 cm, Paris, BnF[35] ;
- Le Ballon, 1862, lithographie, 40 × 51,5 cm, Paris, BnF, New York Public Library[36] ;
- Eaux-fortes par Édouard Manet présentées par Polichinelle, deuxième essai de frontispice, 1862, eau-forte, 32,7 × 24 cm (cuivre), 29,5 × 21,1 cm (sujet) ;
- Étude pour la couverture de Eaux-fortes par Édouard Manet, aquarelle et encre de Chine sur mine de plomb, 37,5 × 26,5 cm, New York public Library[37] ;
- Eaux-fortes par Édouard Manet avec chapeau et guitare, 1862-1863/1874, eau-forte, pointe sèche et aquatinte, 44,1 × 29,8 cm (cuivre), 33,2 × 22,4cm (premier état), 23,1 × 21,9 cm (deuxième état)[38], Nationalmuseum Stockholm, (premier état), Paris, BnF (deuxième état) New York Public Library (deuxième état) ;
- Les Gitanos, 1862, eau-forte, titre gravé sous le trait carré[note 4], dans le troisième état, 32 × 23,8 cm (cuivre), 28,5 × 20,6 cm (sujet)[39], bibliothèque nationale de France, Paris ;
- Le Ballet espagnol, 1862, plume et lavis à l'encre de Chine, rehaussé d'aquarelle et de gouache, 27 × 41 cm, musée des beaux-arts de Budapest[40],[41] ;
- Portraits de Baudelaire ensemble de cinq planches dont deux de profil avec un chapeau, décrites et référencées[42]
  - Baudelaire en chapeau de profil, 1862 ou 1867-1868 (?) eau-forte, 13 × 7,5 cm, Paris, BnF, New York Metropolitan Museum ;
  - Baudelaire en chapeau de profil, 1862 ou 1867-1868 (?) eau-forte, 10,9 × 9 cm, Paris, BnF ;
  - Baudelaire tête nue, de face, 1865-1868 (?), eau-forte, 10,2 × 8,4 cm, Paris, BnF ;
  - Baudelaire tête nue, de face, 1867-1868, eau-forte et aquatinte, 13,2 × 10,7 cm et 11,2 × 9,3 cm, Paris, BnF ;
  - Baudelaire tête nue, de face, 1868, eau-forte, 4 états, 17,5 × 10,6 cm (de 1 à 3) et 9,7 × 8,3 cm (4e état), Paris, BnF, Stockholm Nationalmuseum; Musée national de beaux-arts du Québec[43]
- Portrait d'Edgar Poe, 1860-1862, pinceau et encre de Chine, 30,5 × 22,7 cm (feuille), 11,5 × 10,5 cm (dessin), Paris, BnF[44] ;
- Edgar Poe, 1860-1862, eau-forte, 19,3 × 15,3 cm, Metropolitan Museum, New York[45] ;
- Femme écrivant, 1862-1864, pinceau et encre noire, 14,1 × 15,9 cm, Sterling and Francine Clark Institute,  Williamstown[46] ;

## Les nus qui font scandale
- Le Déjeuner sur l'herbe 1862-1863, mine de plomb, aquarelle, plume et encre de Chine, 40,8 × 47,8 cm (feuille), 37 × 46,8 cm (dessin). Oxford, The Visitors or the Ashmolean Museum[47],[48] ;
- Étude pour Olympia, 1862-1863, sanguine, 24,5 × 45,7 cm, Département des arts graphiques du musée du Louvre[49],[50] ;